# Jean de Fiennes (Rodin)
Jean de Fiennes est une œuvre d'art plastique de l'artiste français Auguste Rodin, produite entre 1885 et 1886. 

## Histoire et description
Il s'agit d'un modello nu pour son groupe Les Bourgeois de Calais, représentant Jean de Fiennes, capitaine de Calais et le plus jeune des six bourgeois. Cependant, le nom de de Fiennes n'a été attribué à l'un des bourgeois que longtemps après l'événement historique de 1347.
Rodin a fait des modèles individuels des personnages pour étudier leurs proportions. Dans une version du modello pour de Fiennes, Rodin a montré les bras tendus de la figure et les poings serrés, tandis que dans une autre, il a montré ses mains ouvertes et ses bras à ses côtés.
Un deuxième modello a un torse nu avec les bras tendus et les paumes vers le haut. De ses avant-bras une chemise d'homme couvre le bas de son corps et ses jambes. Son visage est de profil tourné vers la gauche. Rodin a aussi conçu une petite tête du personnage, et une main gauche.
Une troisième étude le montre sans bras, totalement recouvert d'une robe des épaules aux pieds, avec plus de cheveux sur la tête et plus de détails dans les traits du visage. Dans le dernier groupe, la figure est vêtue mais a les bras étendus comme dans le premier modello nu. Cependant, dans l'ensemble, la représentation de Fiennes dans le groupe final est celle qui a eu le plus de changements par rapport au modello initial.
Une fonte de bronze est conservée entre autres au musée d'Art de Saint-Louis et au musée Soumaya de Mexico.

## Galerie
Autres représentations du personnage

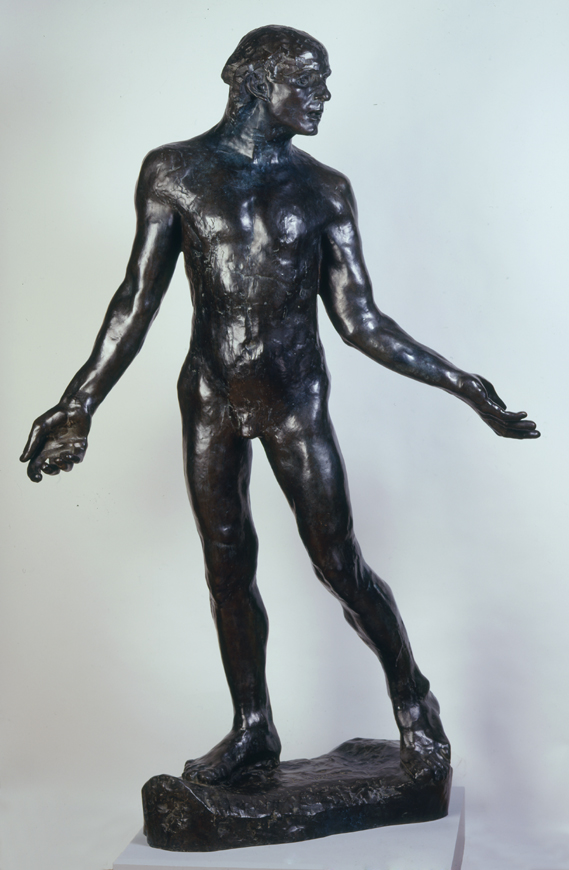
Fonte en bronze conservée au musée  Soumaya
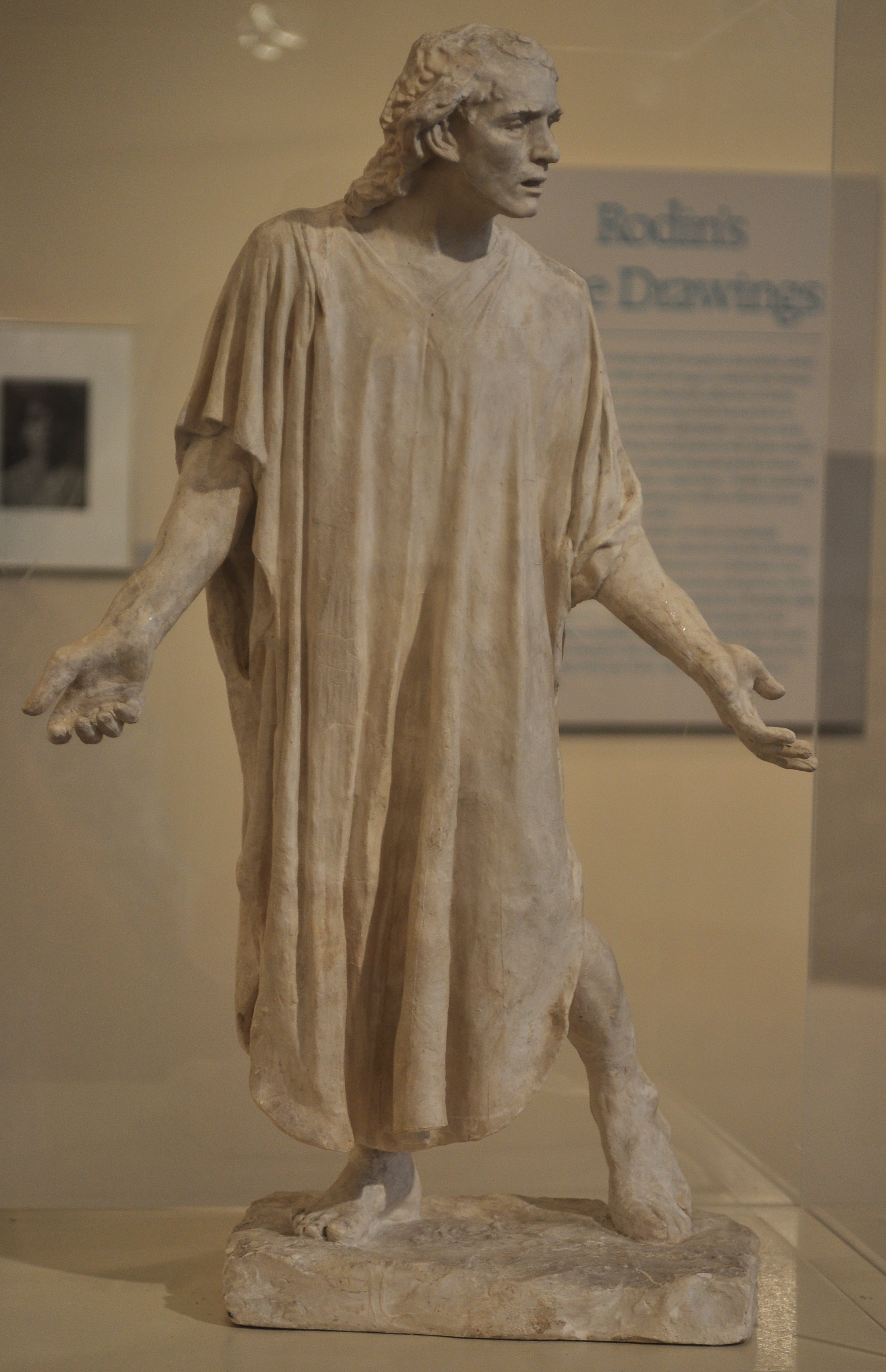
Étude conservée au Maryhill Museum of Art
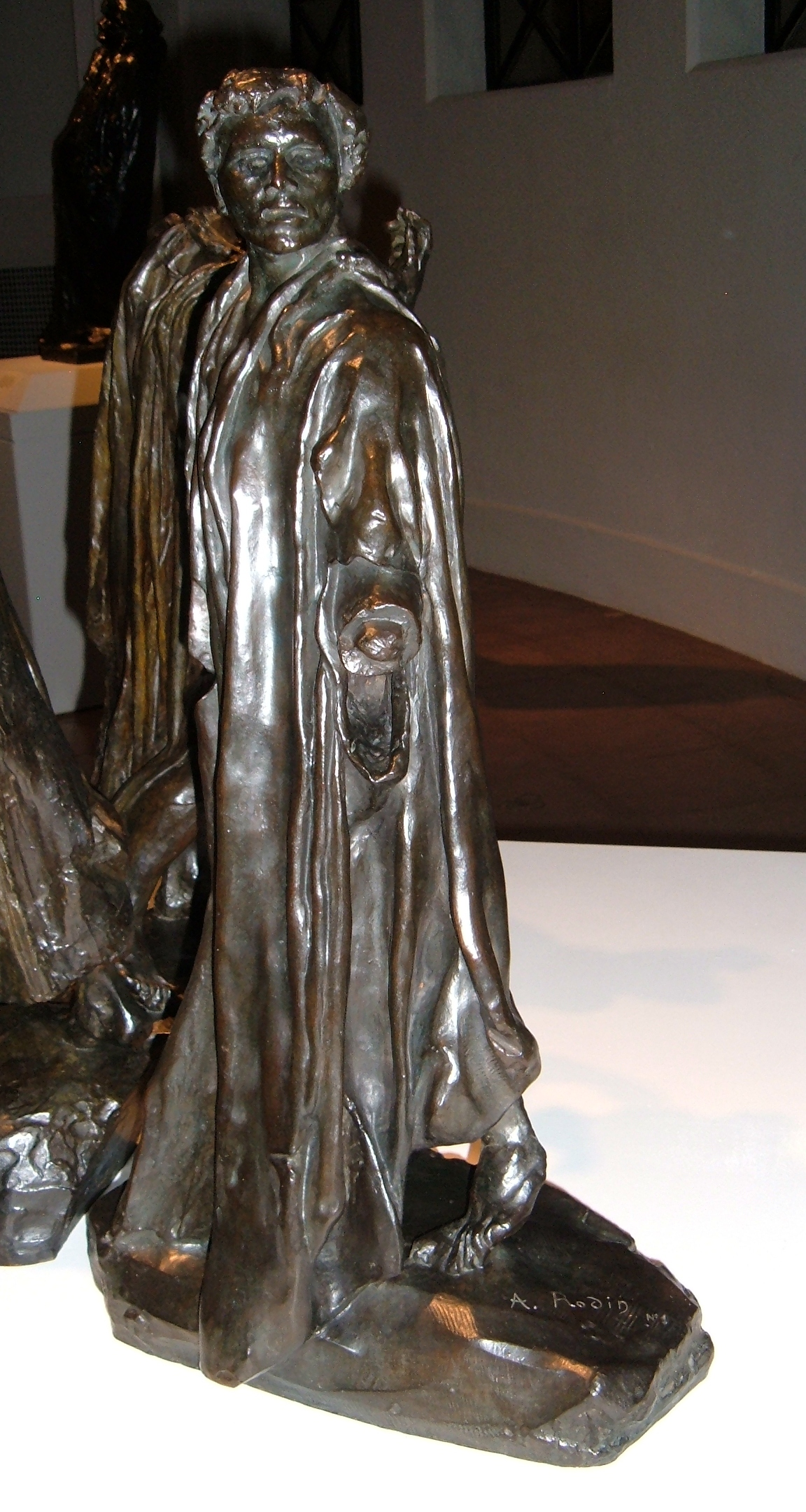
Étude sans bras conservée à l'université de Stanford

Détails de l'étude conservée au Maryhill Museum of Art

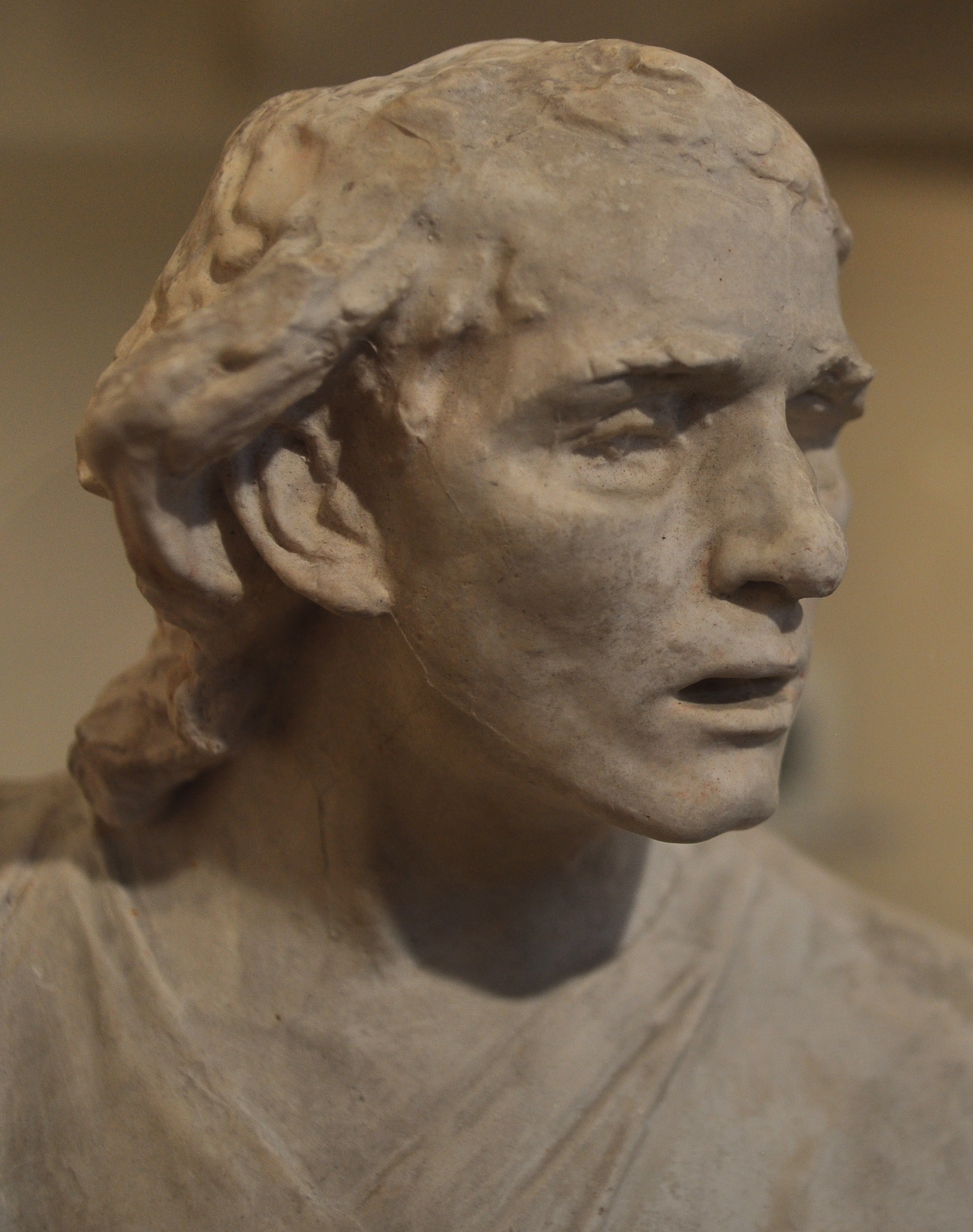
Tête
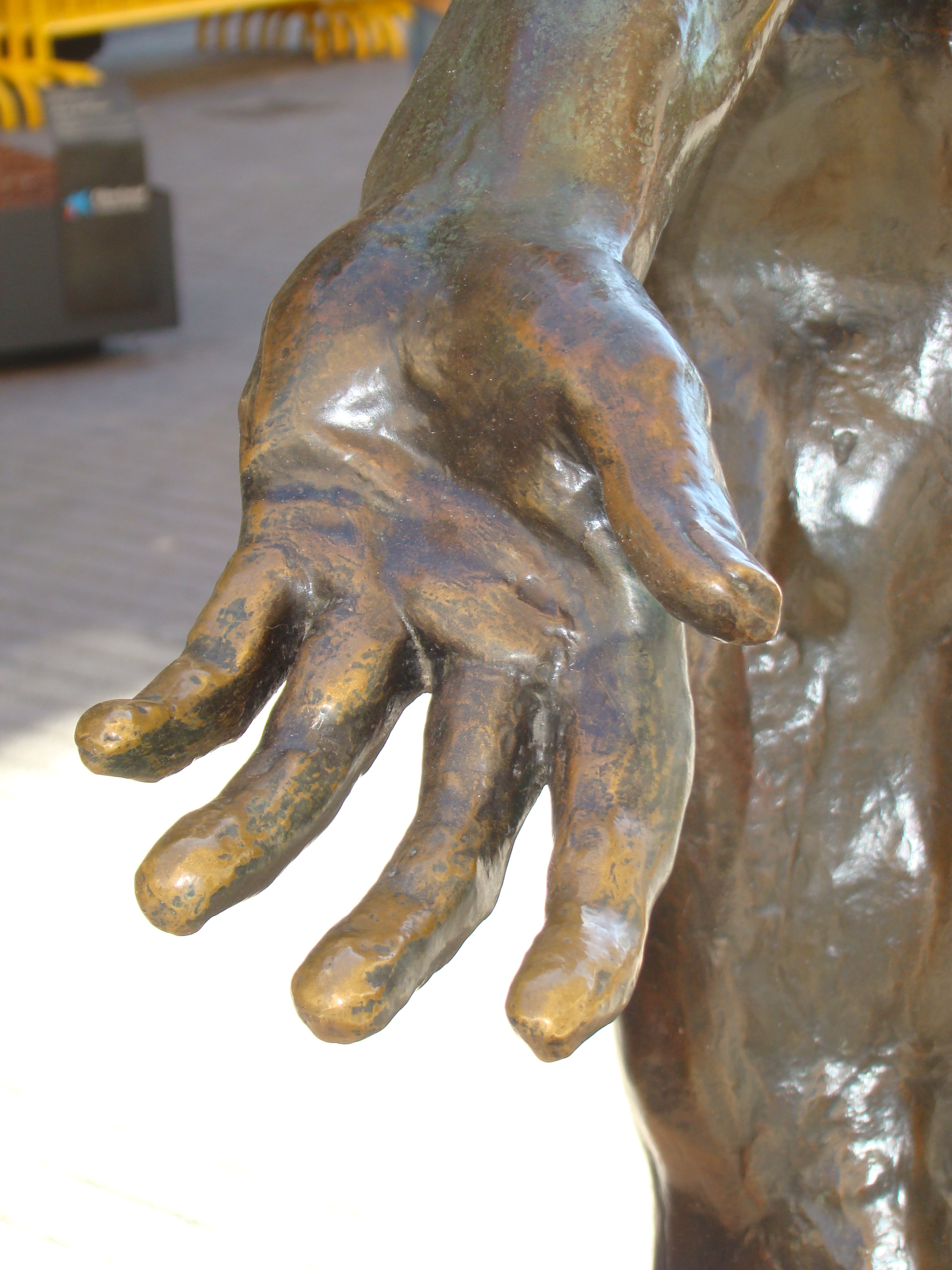
Main
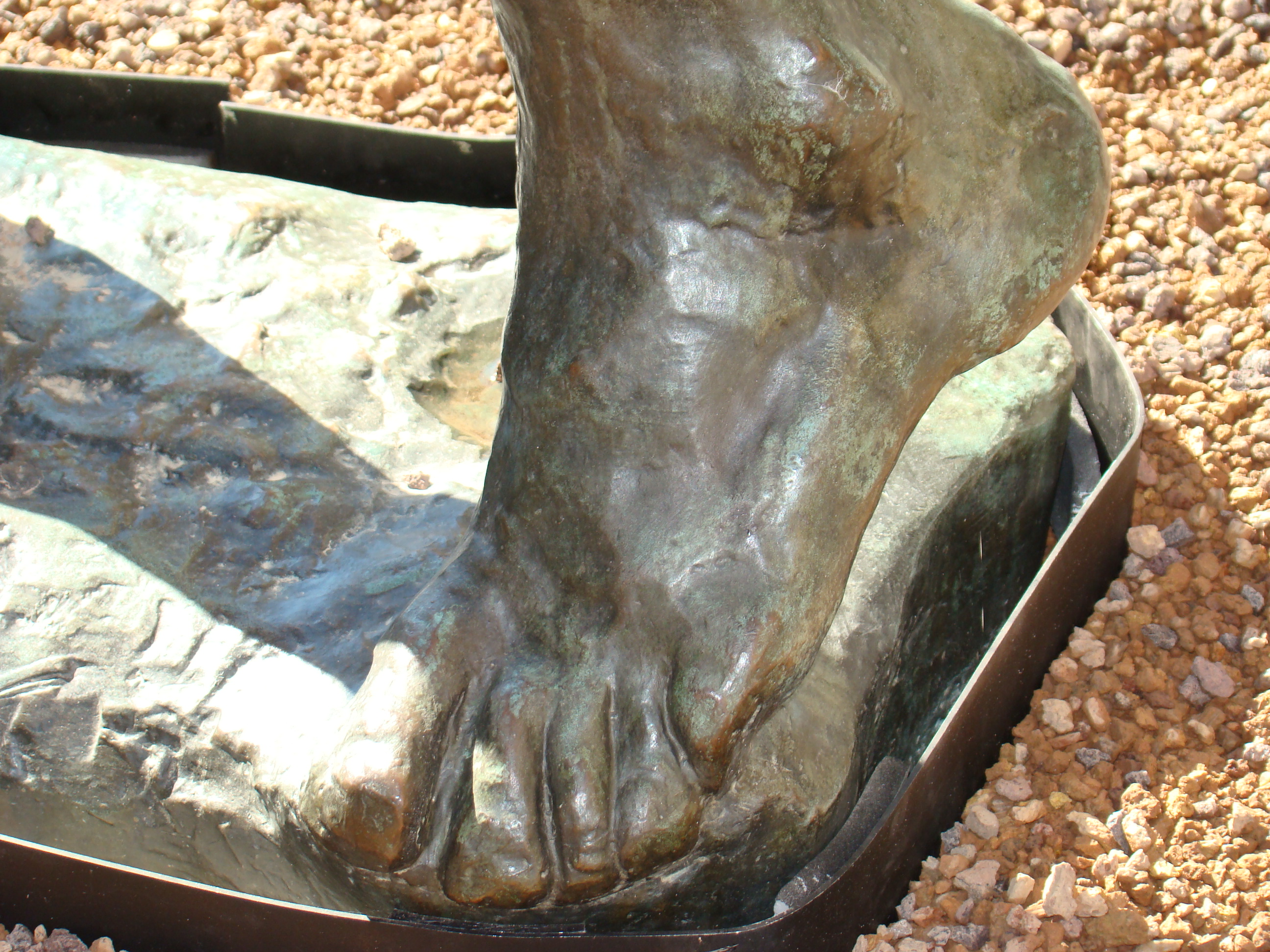
Pied

## Source
- (en) Cet article est partiellement ou en totalité issu de l’article de Wikipédia en anglais intitulé « Jean de Fiennes » (voir la liste des auteurs).